# Jamides pemanggilensis
Jamides pemanggilensis är en fjärilsart som beskrevs av John Nevill Eliot 1978. Jamides pemanggilensis ingår i släktet Jamides och familjen juvelvingar. Inga underarter finns listade i Catalogue of Life.